# إيجيبت سات 2
إيجيبت سات-2 (16 إبريل 2014-) هو ثاني قمر صناعي مصري للاستشعار عن بُعد بعد القمر الأول إيجيبت سات - 1. أطلق من قاعدة بايكونور الروسية بجمهورية كازاخستان، وذلك في إطار العلاقات المتميزة والتعاون مع روسيا الاتحادية. وتم اطلاقه في 16 إبريل 2014 يأتي إطلاق القمر ضمن برنامج الفضاء المصري والذي يهدف إلى تطوير استخدامات تكنولوجيا الفضاء في مصر. والذي يهدف أيضاً لاكتساب وتوطين تكنولوجيا صناعة الفضاء في مصر ليصبح لها دورها ومكانها المناسب في هذا المجال.تم فقد الاتصال بالقمر المصري Egyptsat-2 في أبريل 2015 وسيحل محله القمر المصري Egyptsat-A وسيحمله الصاروخ الروسي سويوز-2-1ب وسيتحمل التأمين مصاريف القمر كاملة. من المتوقع انطلاق القمر في فبراير 2019

## معلومات عن القمر
يعتبر هذا القمر وسيلة عصرية هامة للاستشعار عن بُعد تفتح المجال أمام توفير المعلومات لتحقيق أهداف ترتبط بالتخطيط وتحسين الأحوال الاقتصادية والاجتماعية في مصر، هذا وتجدر الإشارة إلى أن إستخدامات هذا القمر واسعة وتشمل ضمن أمور أخرى تخطيط المدن، والمسائل الجيوفيزيقية، والكشف عن الثروات المعدنية، بالإضافة إلى أمور تتعلق بالزراعة والري وغيرها من الاستخدامات المختلفة التي تحتاجها مصر خلال المرحلة القادمة.
وأناب الدكتور محمد البدري سفير جمهورية مصر العربية في موسكو عن السيد رئيس الجمهورية في حضور فعاليات إطلاق القمر المصري من القاعدة الروسية. وفي كلمته بهذه المناسبة هنأ الدكتور البدري الشعب المصري بهذا الحدث العظيم والذي سيخدم الأهداف التنموية المصرية. وأكد أن هذه خطوة إضافية عظيمة لرصيد قوي من العلاقات بين مصر وروسيا الاتحادية.

## فائدة اطلاق القمر
يمهد القمر الصناعى الجديد الذي تم اطلاقه يوم 16 أبريل 2014 باسم ايجبت سات 2 من قاعدة بايكونور الروسية في جمهورية كازاخستان؛ لإنشاء وكالة فضاء مصرية لتلحق مصر بركب الدول التي لديها وكالات فضاء متخصصة حيث تتولى مهمة إقامة البنية الأساسية لصناعة فضاء مصرية قادرة على تصنيع وتشغيل وتطوير أكبر قدر من الأنظمة الفضائية للاستخدام السلمي، مع العمل على نشر وتوسيع دائرة الاهتمام بعلوم وتكنولوجيات الفضاء، ومتابعة تطورها إقليمياً وعالمياً، ومن ثم متابعة استغلالها في إقامة العديد من الصناعات المحلية المتقدمة التي تخدم خطط التنمية الشاملة وتعمل على تنمية الفرد والمجتمع.
ويعد إنشاء وكالة فضاء مصرية، ضرورة ملحة لدخول مصر في التكتلات الفضائية، والتعاون مع جهات ومؤسسات الأبحاث العلمية والتطبيقات التكنولوجية في الداخل والخارج بما يخدم أهداف التنمية خاصة وأن الكثير من الدول تعتمد على وكالات الفضاء الخاصة بها في التنمية ومتابعة إقامة المشروعات إذ يبلغ عددها حاليا في العالم حوالى 50 وكالة وهيئة للفضاء أقدمها وكالة الفضاء الأمريكية ناسا التي بدأ العمل بها عام 1958، وأحدثها وكالة الفضاء المكسيكية التي انشئت عام 2008.
كما يعد إنشاء تلك الوكالة تحقيقاً لحلم العلماء المصريين العاملين في هذا المجال والذي طالما تعثر حيث سبق ووافق مجلس الشعب ومجموعة من الوزراء المختصين على تنفيذه على أرض الواقع في عام 2001، ولم يتحقق لعدم وجود إرادة سياسية.
وبعد أحداث 30 يونيو تم إحياء الفكرة مرة أخرى وتم رفع مشروع قانون لإنشاء الوكالة الذي أعدته الهيئة القومية للاستشعار من البعد وعلوم الفضاء التابعة لوزارة البحث العلمي للمستشار عدلي منصور رئيس الجمهورية المؤقت، وسيحقق هذا القانون عاملين رئيسيين هما التشريع المناسب الذي سيقضي على الروتين الذي يعوق العمل بالمشروع الفضائي إلى جانب توفير الدعم الملائم للبرنامج خاصة وأنه سيتبع مؤسسة الرئاسة؛ ما يضمن له استمرارية الاستدامة ويجعله في نفس مستوى البرامج الفضائية العالمية.
وتتضمن أهم ملامح مشروع القانون وبنوده في إنشاء وكالة الفضاء المصرية بأنها تتبع رئيس الجمهورية وتكون لها إدارة كاملة مستقلة، تستمدها من طبيعة المسئوليات التي تقوم بها، والمرتبط أكثرها بالأمن القومي للبلاد، على أن تشارك هيئة الاستشعار في خطط التنمية المستدامة، وما يتعلق بالموارد الطبيعية والثروات المتوفرة للدولة بما يساعد متخذي القرار على اتخاذ إجراءات صحيحة في الوقت المناسب.
وأكدت بنوده أن إنشاء وتنمية صناعة الفضاء في مصر واستخداماتها للأغراض السلمية، بما يتواءم مع أهداف وسياسة الدولة التنموية والاستراتيجية، وتخطيط وإنشاء البنية الأساسية العلمية والتكنولوجية والصناعة الفضائية المناسبة لتنفيذ الأهداف القومية الفضائية لمصر.
وينص مشروع القانون على إنشاء المدينة الفضائية على مراحل، طبقاً لأحدث النظم العالمية وامتلاك قدرة التحليل والتصميم والتطوير والتجميع والاختبار والتشغيل والصيانة والمعايرة لأنظمة الأقمار الصناعية، ومتابعة مراحل التصنيع في الداخل والخارج، وتخطيط وإنشاء شبكة محطات للتحكم، وتخطيط مهام الأقمار الصناعية، وأخرى لاستقبال البيانات من الأقمار المصرية أو غيرها من المنظومات الأخرى، والاهتمام بإدارة الموارد البشرية المتخصصة في علوم وتكنولوجيا الفضاء، واستحداث برامج لتنميتها نوعاً وكما، من خلال مراكز تدريب متخصصة داخلياً وخارجياً.
كما نص على إنشاء وإدارة سجل وطني لتسجيل الأجسام الفضائية، وفقاً للقواعد والمعايير الدولية المعترف بها في هذا المجال، وتلتزم كل جهة أو شخص طبيعي أو معنوي يطلق أجساما فضائية، أن يسجلها وفقاً للقواعد والإجراءات التي تقررها الهيئة وإنشاء الشركات التي تساعد على تنمية صناعة تكنولوجيا الفضاء.

## أطلاق القمر
تم إطلاق القمر في الساعة السادسة والثلث بتوقيت القاهرة (الثامنة والثلت بتوقيت موسكو) يوم 16 أبريل 2014 من قاعدة بايكونور لإطلاق الصواريخ بكازاخستان.